# Kawkabeh
Kawkabeh (tiếng Ả Rập: كوكبة) là một ngôi làng Syria nằm ở Kafr Nabl Nahiyah ở huyện Maarrat al-Nu'man, Idlib. Theo Cục Thống kê Trung ương Syria (CBS), Kawkabeh có dân số 593 trong cuộc điều tra dân số năm 2004.